# Fałkowo
Fałkowo (Duits: Weißenburg) is een dorp in Polen, in het woiwodschap Groot-Polen, gemeente Łubowo. Tot in de 20e eeuw heette het dorp Chwałkowo. Er woonden 833 mensen in 2011.

## Verkeer en vervoer
Naast het dorp ligt Station Fałkowo, dat wordt bediend met stoptreinen op spoorlijn 353, Poznań-Gniezno-Mogilno.

## Sport en recreatie
Door deze plaats loopt de Europese wandelroute E11. De E11 loopt van Den Haag naar het oosten, op dit moment de grens Polen/Litouwen. Ter plaatse komt de route van het noordwesten vanaf Lednogóra. De route kruist ten zuidoosten de autoweg S5 en vervolgt daar via Pierzyska richting Gniezno.